# Stanisława Zawadecka-Nussbaum
Stanisława Zawadecka-Nussbaum (ur. 16 września 1921 w Nadorożniowie, zm. 2012 w Szwecji) – działaczka polityczna i partyjna okresu PRL, posłanka na Sejm PRL III i IV kadencji.

## Życiorys
Córka Jana i Heleny, posiadała wykształcenie wyższe niepełne. Od 1943 do 1949 była oficerem politycznym 1 Dywizji Piechoty im. Tadeusza Kościuszki. Od 1946 członkini Polskiej Partii Robotniczej, od 1948 Polskiej Zjednoczonej Partii Robotniczej. W latach 1949–1952 była sekretarzem Zarządu Głównego Ligi Kobiet Polskich. W latach 1952–1953 była wiceprzewodniczącą prezydium Rady miasta stołecznego Warszawy. Od 1958 do 1965 była sekretarzem generalnym, a od 1965 do 1968 przewodniczącą Zarządu Głównego LPK.
W latach 1964–1968 była zastępcą członka Komitetu Centralnego PZPR. Posłanka na Sejm PRL III (1961–1965) i IV (1965–1969) kadencji. Wchodziła również w skład Państwowej Komisji Wyborczej w wyborach do Sejmu PRL w 1965. W latach 1958–1971 (faktycznie do 1968) sekretarz Ogólnopolskiego Komitetu Frontu Jedności Narodu.
Od lat 60. była żoną zastępcy kierownika studium wojskowego Politechniki Warszawskiej płk. Klemensa Nussbauma, późniejszego historyka izraelskiego. W 1969 wraz z mężem wyjechała do Izraela.

## Odznaczenia
- Order Sztandaru Pracy I klasy (1960)[3]
- Order Sztandaru Pracy II klasy
- Krzyż Oficerski Orderu Odrodzenia Polski
- Złoty Krzyż Zasługi
- Srebrny Krzyż Zasługi
- Odznaka 1000-lecia Państwa Polskiego (1966)[4]
- Złota odznaka Związku Nauczycielstwa Polskiego (1966)[5]
- Złota odznaka „Za zasługi dla województwa warszawskiego” (1962)[6]